# 小行星2202
小行星2202（2202 Pele）是一颗围绕太阳公转的小行星。1972年9月7日，阿諾德·克萊莫拉（Arnold Klemola）在汉密尔顿山发现了此天体。
該小行星以夏威夷宗教的火山女神佩蕾命名。
这颗小行星的绝对星等为217.9514330831224等。